# David Cross
David Cross, född 4 april 1964 i Atlanta i Georgia, är en amerikansk ståuppkomiker, skådespelare, manusförfattare och regissör. En av hans mest kända roller är som Tobias Fünke i TV-serien Arrested Development (2003–2006, 2013).

## Filmografi i urval
- 1995 – Kan det vara ödet
- 1995–1998 – Mr. Show with Bob and David (TV-serie) (30 avsnitt)
- 1996 – Cable Guy
- 1996 – Waiting for Guffman
- 1996 – Sanningen om katter och hundar
- 1997 – Men in Black
- 1998 – Små soldater
- 2000 – Chain of Fools
- 2001 – Scary Movie 2
- 2001 – Ghost World
- 2001 – Dr. Dolittle 2 (röst)
- 2001 – Pootie Tang
- 2002 – Men in Black II
- 2002 – Run Ronnie Run
- 2003 – Melvin Goes to Dinner
- 2003–2013 – Arrested Development (TV-serie) (68 avsnitt)
- 2004 – Eternal Sunshine of the Spotless Mind
- 2006 – She's the Man
- 2006 – Nördskolan
- 2006 – Nicke Nyfiken (röst)
- 2007 – Alvin och gänget
- 2007 – I'm Not There
- 2007 – Terra
- 2007 – The Grand
- 2008 – Kung Fu Panda (röst)
- 2009 – Year One
- 2009 – Alvin och gänget 2
- 2009–2016 – The Increasingly Poor Decisions of Todd Margaret (TV-serie) (19 avsnitt)
- 2010 – Megamind (röst)
- 2010–2011 – Running Wilde (TV-serie) (nio avsnitt)
- 2011 – Kung Fu Panda 2 (röst)
- 2011 – Alvin och gänget 3
- 2011 – Office Rats
- 2012 – It's a Disaster
- 2013 – Kill Your Darlings
- 2014 – Obvious Child
- 2015 – Pitch Perfect 2
- 2016 – Kung Fu Panda 3 (röst)
- 2016–2017 – Unbreakable Kimmy Schmidt (TV-serie) (fyra avsnitt)